# Efecto Magnus

El efecto Magnus, representado con un cilindro o una pelota girando hacia atrás en una corriente de aire. La flecha representa la fuerza de sustentación resultante. Las líneas de flujo rizadas representan una estela turbulenta. El flujo de aire ha sido desviado en la dirección del giro.

El efecto Magnus, denominado así en honor al físico y químico alemán Heinrich Gustav Magnus (1802-1870), es el nombre dado al fenómeno físico por el cual la rotación de un objeto afecta a la trayectoria del mismo a través de un fluido, como por ejemplo, el aire. Es producto de varios fenómenos, incluido el principio de Bernoulli y la condición de no deslizamiento del fluido encima de la superficie del objeto. Este efecto fue descrito por primera vez por Magnus en 1853.
Un objeto en rotación crea un flujo rotacional a su alrededor. Sobre un lado del objeto, el movimiento de rotación tendrá el mismo sentido que la corriente de aire a la que el objeto está expuesto. 
En este lado la velocidad se incrementará. En el otro lado, el movimiento de rotación se produce en el sentido opuesto a la de la corriente de aire y la velocidad se verá disminuida. La presión en el aire se ve reducida desde la presión atmosférica en una cantidad proporcional al cuadrado de la velocidad, con lo que la presión será menor en un lado que en otro, causando una fuerza perpendicular a la dirección de la corriente de aire. Esta fuerza desplaza al objeto de la trayectoria que tendría si no existiese el fluido. En el espacio o en la superficie de los cuerpos celestes que carecen de atmósfera (como la luna) este fenómeno no se produce.
En la imagen, en la que una esfera observada lateralmente se está desplazando hacia la izquierda (mientras que el flujo de aire circundante respecto de la esfera va hacia la derecha) y gira en el sentido de las agujas del reloj, la velocidad del aire en el punto más alto de la esfera aumenta por el arrastre de ese giro. Asimismo, en el punto más bajo, el giro de la esfera se opone a la corriente de aire y frena esta corriente. De ahí que en el punto más alto de la esfera aparezca una pérdida de presión respecto del más bajo, lo que impulsa a la esfera hacia arriba. 

## Fuerza asociada al gradiente de presión
La fuerza asociada al gradiente de presión es la fuerza que resulta cuando hay una diferencia de presión a través de una superficie. En general, una presión es una fuerza por unidad de área, a través de una superficie. Una diferencia de presión a través de una superficie implica entonces una diferencia de fuerza, que puede resultar en una aceleración de acuerdo con la segunda ley de Newton del movimiento. La fuerza resultante siempre se dirige desde la región de mayor presión hacia la región de menor presión. Cuando un fluido está en un estado de equilibrio (es decir, no hay fuerzas netas ni aceleración), el sistema se denomina en equilibrio hidrostático. En el caso de la atmósfera, esta fuerza se equilibra con la fuerza gravitatoria, manteniendo el equilibrio hidrostático. Por ejemplo, en el caso de la atmósfera terrestre, la presión del aire disminuye a altitudes por encima de la superficie terrestre, con lo que aparece una fuerza asociada a dicho gradiente que contrarresta la fuerza de la gravedad sobre la atmósfera.
La fuerza de Magnus de un objeto giratorio se define como la diferencia de presión entre los lados opuestos del objeto escalada por el área de sección transversal:
{\displaystyle F_{A}=\Delta p\cdot A=c_{A}\cdot {\frac {\varrho }{2}}(u_{1}^{2}-u_{2}^{2})\cdot A}
donde {\displaystyle c_{a}} es un escalar dependiente de la forma y el material del objeto giratorio, {\displaystyle u} es la velocidad del fluido relativa a cada superficie y {\displaystyle \varrho } es la densidad del fluido.

## Física
Una comprensión intuitiva del fenómeno proviene de la tercera ley de Newton, que establece que la fuerza sobre el cuerpo es una reacción a la deflexión que el cuerpo impone al flujo de aire. El cuerpo "empuja" el aire en una dirección, y el aire empuja al cuerpo en la dirección opuesta. 
Lyman Briggs realizó un estudio en un túnel de viento del efecto Magnus en pelotas de béisbol, y otros han producido imágenes del efecto. Los estudios muestran que una estela turbulenta detrás de la pelota giratoria causa arrastre aerodinámico, además de que hay una notable deflexión angular en la estela, y esta deflexión es en la dirección del giro.
El proceso por el cual se desarrolla una estela turbulenta detrás de un cuerpo en un flujo de aire es complejo, pero bien estudiado en aerodinámica. La delgada capa límite se separa ("separación del flujo") del cuerpo en algún punto, y aquí es donde comienza a desarrollarse la estela. La propia capa límite puede ser turbulenta o no, y eso tiene un efecto significativo en la formación de la estela. Variaciones bastante pequeñas en las condiciones superficiales del cuerpo pueden influir en el inicio de la formación de la estela y, por lo tanto, tener un efecto marcado en el patrón de flujo aguas abajo. La influencia de la rotación del cuerpo es de este tipo.
Se dice que Magnus mismo postuló erróneamente un efecto teórico con flujo laminar debido a la fricción superficial y la viscosidad como la causa del efecto Magnus. Tales efectos son físicamente posibles pero pequeños en comparación con lo que produce el efecto Magnus propiamente dicho. En algunas circunstancias, las causas del efecto Magnus pueden producir una deflexión opuesta a la del efecto Magnus.

Simulación del Efecto Magnus en una partícula.

El siguiente diagrama muestra la producción de sustentación en una pelota con retroceso. La estela y el flujo de aire posterior han sido desviados hacia abajo. El movimiento de la capa límite es más violento en la parte inferior de la pelota, donde el movimiento giratorio de la superficie de la pelota es hacia adelante y refuerza el efecto del movimiento translacional de la pelota. La capa límite genera turbulencia en la estela después de un corto intervalo.
En el béisbol, este efecto se utiliza para generar el movimiento hacia abajo de una curva, en la que la pelota de béisbol está rotando hacia adelante (con 'efecto topspin'). Los participantes en otros deportes jugados con una pelota también aprovechan este efecto.

El cilindro que gira hacia arriba "tira" del flujo de aire hacia arriba y el aire, a su vez, tira del cilindro hacia abajo, según la Tercera Ley de Newton.

En un cilindro lo suficientemente largo (flujo 2-D), la fuerza de sustentación debido a la rotación se conoce como  sustentación de Kutta-Joukowski. Puede analizarse en términos del vórtice producido por la rotación. La sustentación en el cilindro por unidad de longitud, {\displaystyle F/L}, es el producto de la velocidad del flujo libre, {\displaystyle v_{\infty }} (en m/s), la densidad del fluido del flujo libre, {\displaystyle \rho _{\infty }} (en kg/m3), y la circulación del fluido establecida por la rotación, {\displaystyle \Gamma }, debido a efectos viscosos:.
{\displaystyle F/L=\rho _{\infty }v_{\infty }\Gamma }
donde la fuerza del vórtice (suponiendo que el fluido circundante cumpla la condición sin deslizamiento) se da por
{\displaystyle \Gamma =2\pi \omega r^{2}}
donde ω es la velocidad angular del cilindro (en rad/s) y r es el radio del cilindro (en m).
| Símbolo                         | Nombre                                                           | Fórmula                                   |
| ------------------------------- | ---------------------------------------------------------------- | ----------------------------------------- |
| {\displaystyle F/L}             | Sustentación por unidad de longitud                              |                                           |
| {\displaystyle v_{\infty }}     | Velocidad del fluido                                             |                                           |
| {\displaystyle \rho _{\infty }} | Densidad del fluido                                              |                                           |
| {\displaystyle \Gamma }         | Intensidad del vórtice establecida por el movimiento de rotación | {\displaystyle \Gamma =2\pi \omega r^{2}} |
| {\displaystyle \omega }         | Velocidad angular del cilindro                                   |                                           |
| {\displaystyle r}               | Radio del cilindro                                               |                                           |

## Ejemplos en deportes
A menudo se hace referencia a este efecto a la hora de explicar movimientos extraños pero comúnmente observados en deportes que hacen uso de bolas y pelotas en rotación con forma esférica regular, especialmente en el golf, béisbol, fútbol, tenis, tenis de mesa, billar o cricket, o en los búmeran. Sin embargo el efecto Magnus no es el responsable del movimiento de la bola de cricket visto en el swing bowling.
En el fútbol, este fenómeno es responsable del llamado "efecto". Un gran ejemplo es el famoso tiro libre de Roberto Carlos vs Francia en 1997 o algunas otros tiros libres de jugadores como Ronaldinho, Zico, David Beckham, etc. Sin embargo, en lugares con una altura considerable sobre el nivel del mar este efecto es notablemente menor, de aquí el famoso "la pelota no dobla", de Daniel Passarella.